# Altenkunstadt
Altenkunstadt è un comune tedesco di 5 482 abitanti, situato nel land della Baviera.